# Пашаев, Низами Ханали оглы
Низами Ханали оглы Пашаев (азерб. Nizami Xanəli oğlu Paşayev; род. 2 февраля 1981, Кедабек) — азербайджанский тяжелоатлет, двукратный чемпион мира, дважды выигрывал серебро на чемпионатах мира, чемпион Европы 2001 года. Представлял Азербайджан на Олимпийских играх 2004 года (где был знаменосцем команды) и 2008 года, где занял 5-е место. Главный тренер сборной Азербайджана по тяжёлой атлетике.

## Карьера
Начинал свою карьеру штангиста в России, в городе Горячий Ключ. Первыми тренерами были Никифор Панайотиди и Сергей Пойразян, под их руководством Низами дважды выигрывал юношеский чемпионат Европы.
В 2001 году Низами Пашаев стал чемпионом Европы. В этом же году Низами выиграл первую свою медаль (серебро) на чемпионатах мира в Турции, а год спустя в Варшаве стал чемпионом мира. В 2004 году Низами Пашаев участвовал на Олимпийских играх. Второй раз чемпионом мира Низами стал в 2005 году в Катаре.
В 2006 году на чемпионате Европы Низами показал лучший результат (402 кг) и выиграл золотую медаль. Но позже в его организме были найдены следы запрещенных препаратов и он был лишён своего титула и был дисквалифицирован на 2 года. Министр молодежи и спорта Азад Рагимов подчеркнул, что штангист не употреблял каких-либо стероидов с целью достичь необходимого результата на соревновании: «Перед началом соревнования он выпил лекарство против болей в горле, но, к сожалению, в их составе обнаружились вещества, попадающие под гриф запрещенных. Так что опротестовывать решение мы не будем…».
В августе 2008 года Низами Пашаев представлял Азербайджан на Олимпиаде в Пекине, где с результатом в 396 кг занял 5-е место. Через год на чемпионате мира в Корее он занял второе место.
Позже Низами Пашаев был тренером юношеской сборной Азербайджана по тяжёлой атлетике. 17 августа 2010 года на первых юношеских Олимпийских играх в Сингапуре его подопечный Ниджат Рагимов стал олимпийским чемпионом.
На Олимпийских играх 2012 Низами Пашаев являлся главным тренером сборной Азербайджана по тяжёлой атлетике.